# Katableps masoala
Katableps masoala is een spinnensoort in de taxonomische indeling van de wolfspinnen (Lycosidae).
Het dier behoort tot het geslacht Katableps. De wetenschappelijke naam van de soort werd voor het eerst geldig gepubliceerd in 2011 door Jocqué, Russell-Smith en Alderweireldt.